# 이용빈
이용빈(李龍彬, 1964년 12월 15일~)은 대한민국의 정치인, 의사이다.

## 생애
1964년 전라남도 광주시(현 광주광역시 동구)에서 태어났다. 광주남초등학교, 광주숭의중학교, 광주금호고등학교, 전남대학교 의과대학을 졸업하였다.
어린 시절부터 세상을 변화시킬 수 있는 일을 하기를 원했기에 군인의 길을 걷고자하였던 그는 육군사관학교에 합격하였다. 당시 육군사관생도는 많은 명예와 성공을 보장받을 수 있는 신분이었음에도, 군사독재 권력의 부당함을 느끼고 있었던 그는 생도로서의 신분을 스스로 포기하고 의사로서의 길을 걸어가게 된다.
일화로 후에 지인 중 한 사람이 이 일에 대해 물으며 후회는 없느냐고 물었을 때 그는 “그때 내가 군인의 길을 걷게 되었다면 군부독재의 아래에서 권력의 손과 발이 되어 사람들을 밟고 그 위에 서야 했겠지만, 의사의 길을 걷게 되었기에 사람들을 살리는 데에만 집중할 수 있게 되었기에 후회함은 없다.”라고 답변했다고 한다.
그는 이후 전남대학교 의대에 진학하여, 학생운동에 전격적으로 발을 들이게 되었는데, 가장 소란했던 87년 6월 정국 당시에 전남대학교 총학생회 부학생회장을 역임함으로서 민주화 운동에 많은 기여를 하게 되었다.
전남대학교 졸업 후 의사로 활동하였다. 광주광역시 독거 노인, 외국인 노동자, 빈곤층 청소년들을 진료하는 일을 해왔고 '광주외국인노동자건강센터(현 광주 이주민 건강센터'의 이사장으로 10년 동안 200여 명의 의료 자원봉사자들과 함께 사회적 약자들을 위한 무료 진료를 실천하였다.
광산구 월곡동에 위치한 이용빈 가정의학과 원장으로 20여년간 지역에서 의료활동을 진행하였고, 마을 주치의로서 지역 노인복지관 등을 정기적으로 방문하여 무료 진료활동을 펼치기도 하였다.
2016년 당시 문재인 더불어민주당 당대표로부터 더불어민주당으로의 영입제안을 받았으며, 이에 수락함으로서 호남영입인재 1호 인사가 되었다. 이후 2016년 당시 녹색바람의 정국에서 반문정서 논란으로 흔들렸던 광주광역시에 광산구(갑) 지역구 국회의원 후보 공천을 더불어민주당으로부터 받아 출마해 신선한 이미지와 오랜 시민정치 및 사회단체 경험으로 바람을 일으켰으나, 당시 정국상으로 호남 지역에 팽배했던 반문정서 논란, 안철수와 국민의당이 일으킨 녹색바람 돌풍에 휘말려 낙선하였다.
선거 당시 일화로 문재인 당시 대표가 호남 지방에서 반문정서 논란으로 어려워하자 문재인 대표의 광주 방문과 반문정서 탈피를 위해 앞장 서기도 하였으며, 문재인 호남영입인사1호이자 풀뿌리 인재영입인사, '진짜 광주사람'의 이미지를 강조하며 선거를 치르기도 하였다.
국회의원 선거 이후 그는 더불어민주당 광주광역시당 광산구(갑) 지역위원회의 지역위원장을 다시 한번 맡아 정치활동을 이어갔으며, 제 19대 대통령 선거 당시 문재인 대통령 후보의 광주국민주권선대위 공동선대위원장직을 맡아 문재인 대통령의 당선을 위해 노력했다.

## 학력
- 광주남국민학교 졸업
- 숭의중학교 졸업
- 금호고등학교 졸업
- 육군사관학교 중퇴
- 전남대학교 의과대학 의학 학사

## 정치적 활동
2016년 제 20대 국회의원 총선거 이후 지역 시민운동가이자 의사였던 이용빈은 정치인으로서 본격적 활동을 시작하였다. 가장 먼저 더불어민주당 광주광역시당 광산구(갑) 지역위원장을 맡아 녹색바람 이후 무너진 광주광역시의 더불어민주당 조직과 지역위원회 내부 재건 활동을 전개하였다. 이 과정에서 혁신적인 모습과 미래 지향적인 당 조직 운영 정책을 인정받아 2019년 더불어민주당 소속 지역위원회 중 활동 최우수 지역위원회에 선정되어 당대표로부터 특별포상을 받기도 하였으며, 조직 운영의 투명성과 왕성한 활동력을 역시 인정받아 같은 해 2월 이해찬 당대표로부터 조직 당무감사 최우수 지역위원회 표창을 연이어 받기도 하였다.
제 19대 대통령선거 당시 문재인 후보의 선거를 위한 '광주국민주권선거대책위원회' 광주공동선대위원장을 맡았으며, 광주의 꿈 이루기 위원회 위원장을 맡아 문재인 대통령의 승리를 앞장서서 도왔다. 이는 자신을 더불어민주당으로 영입하여 정치의 길을 열어주었으며, 동시에 정치에 대한 비전을 공유받았던 문재인 후보에 대한 강력한 지지와 연대의 표명으로 보인다.
2019년 초 광주지역 정책 단체인 '포럼 광주의 빛' 출범식에 박원순 서울시장, 박주민 더불어민주당 최고위원 등과 함께 초청받아 토크콘서트에 출연함으로서 이들과의 끈끈한 정치적 관계를 대내외에 알림으로서 시민들의 많은 관심을 끌기도 하였다. 한편 이들이 출연한 토크콘서트를 위해 박광온 최고위원, 송영길 국회의원, 송갑석 국회의원, 서삼석 국회의원 등이 직접 방문하고, 이개호 농림부장관은 축전으로, 표창원 국회의원, 박홍근 국회의원, 남인순 최고위원, 김해영 최고위원 등이 축하 영상으로 화려한 응원을 보내었다.
토크 콘서트 출연 이후에도 지속적으로 박원순 서울시장 등과는 정치적, 정책적 동반자 관계를 가져왔으며, 박원순 서울시장이 의지를 가지고 추진중이었던 제로페이에 대한 당 차원의 홍보에 앞장서서 지역상권 결제시스템의 혁신과 제로페이 활성화를 위한 캠페인을 진행하였고, 그 결과를 인정받아 더불어민주당 이해찬 당대표로부터 또 한번의 특별 포상을 수여받기도 하였다.
현재는 광주광역시 광산구(갑) 지역구의 유력 총선 주자로 손꼽히며, 활발한 지역 활동을 보여주고 있다.

## 활동 경력
- 2005~2009 광주광역시 가정의학과 의사회 회장
- 2012~2014 광주광역시 의사협회 사회참여이사
- 2013 대한가정의학회 광주전남지회 회장
- 2013~2020.05 광주비정규직센터 이사장
- 2013~2016 광주외국인노동자건강센터 이사
- 2014.10~2016.02 시민플랫폼 나들 대표
- 2016-2017.02 광주이주민건강인권센터 이사장
- 2016.03~2016.04 제20대 국회의원 선거 더불어민주당 광주 광산구 갑 국회의원 후보
- 2016.05~2024.05 더불어민주당 광주광역시당 광산구 갑 지역위원회 위원장
- 2016.11~2018.08 더불어민주당 국민통합위원회 부위원장
- 2017.04~2017.05 제19대 대통령 선거 더불어민주당 문재인 대통령 후보 광주국민주권선거대책위원회 광주공동선대위원장
- 2019~2020 대통령직속 국가균형발전위원회
- 2019~2020.05 안병하치안감 기념사업회 이사장
- 2019 더불어민주당 동북아평화협력특별위원회 위원
- 2020년 4월 15일: 대한민국 제21대 국회의원 선거 당선(광주 광산구 갑, 더불어민주당, 초선)
- 2020 더불어민주당 2050탄소중립특별위원회 산업분과 간사
- 2020 더불어민주당 국난극복 미래전환 K-뉴딜위원회 위원
- 2020 더불어민주당 소확행특별위원회 위원
- 2020 더불어민주당 6.15남북공동선언20주년특별위원회 위원
- 2020 더불어민주당 5.18 40주년 특별위원회 부위원장
- 2020 더불어민주당 을지로위원회 위원
- 2020 더불어민주당 포용적 사회안전망 강화 특별위원회 위원
- 2020 더불어민주당 정책위원회 위원
- 2022.10 더불어민주당 정책위원회 상임부의장
- 2022.10 민주연구원 부원장
- 2025.02 경기복지재단 대표이사

### 의정 활동
- 2020.05~2024.05: 제21대 국회의원 (광주 광산구 갑, 더불어민주당, 초선)
  - 2020.06~2020.09: 제21대 국회 전반기 과학기술정보방송통신위원회 위원
  - 2020.06~2021.04: 제21대 국회 전반기 운영위원회 위원
  - 2020.09~2020.09: 제21대 국회 전반기 정무위원회 위원
  - 2020.09~2022.05: 제21대 국회 전반기 과학기술정보방송통신위원회 위원
  - 2022.07~2024.05: 제21대 국회 후반기 산업통상자원중소벤처기업위원회 위원
  - 2023.02~2024.05: 제21대 국회 기후위기 특별위원회 위원
  - 2023.10~2024.05: 제21대 국회 후반기 국회운영위원회 위원
  - 2023.11~2024.05: 제21대 국회 후반기 예산결산특별위원회 위원
- 2020.05~2021.04: 더불어민주당 원내부대표
- 2021.05~2022.03: 더불어민주당 대변인
- 2023.10~2024.05: 더불어민주당 원내부대표

### 현재 경력
- 2025.02~: 경기복지재단 대표이사

## 수상 내역
2020 NGO 국정감사 우수의원상 (국리민복상)
2020 더불어민주당 국정감사 우수의원상
2020 원자력 안전 의정활동 우수의원상
2020 대한민국의정대상 의정발전부문 대상
2020 한국평화언론대상 의료봉사대상
2019 더불어민주당 제로페이 전국 확산을 위한 캠페인 당대표 특별포상
2019 더불어민주당 조직 당무감사 최우수 당대표 특별포상
2019 더불어민주당 전국지역위원회 우수활동 사례 공모전 민주대상
2019 보령의료봉사상
2018 대한민국 자랑스러운 한국인 사회부문 공로상
2018 광주광역시의사회 무등의림상 봉사상
2014 대한가정의학회 올해의 가정의 상
2010 보건복지부장관 표창
2009 대한가정의학회 자랑스러운 개원 회원상

## 같이 보기
- 광산구 갑
- 광주 광산구의 국회의원

## 역대 선거 결과
|  | 34.23% |

|  | 77.77% |

## 소속 정당
| 소속 정당 | 소속 정당      | 소속 기간 | 비고      |
| --------- | -------------- | --------- | --------- |
|           | 더불어민주당   | 2016~2024 | 정계 입문 |
|           | 무소속         | 2024      | 탈당      |
|           | 더불어민주연합 | 2024      | 입당      |
|           | 더불어민주당   | 2024~2025 | 합당      |
|           | 무소속         | 2025~현재 | 탈당      |